# أني مومولو
أني مومولو (بالإنجليزية: Annie Mumolo)‏ هي كاتبة سيناريو وممثلة أمريكية، ولدت في 10 يوليو 1973 في الولايات المتحدة.

## أعمال

### أفلام
- (2011) الإشبينات[4]
- (2012) هذا هو سن الأربعين[5]
- (2015) جوي[6]
- (2016) أمهات سيئات[7][8][9]
- (2016) الرئيسة[10]
- (2017) ميغان ليفي

### مسلسلات
- رجلان ونصف
- مودرن فاميلي

## ترشيحات
- جائزة الأوسكار لأفضل كتابة، عن عمل: الإشبينات

## وصلات خارجية
- أني مومولو على موقع IMDb (الإنجليزية)
- أني مومولو على موقع ألو سيني (الفرنسية)
- أني مومولو على موقع أول موفي (الإنجليزية)
- أني مومولو على موقع قاعدة بيانات الأفلام السويدية (السويدية)
- أني مومولو على موقع قاعدة بيانات الفيلم (الإنجليزية)
- أني مومولو على موقع كينوبويسك (الروسية)